# Fatsia polycarpa
Fatsia polycarpa é uma espécie de Fatsia. nativa do Taiwan.

## Sinônimo
- Diplofatsia polycarpa (Hayata) Nakai